# Death Row: Snoop Doggy Dogg at His Best
Death Row: Snoop Doggy Dogg at His Best (titolo alternativo Death Row's Snoop Doggy Dogg Greatest Hits) è un album di raccolta del rapper Snoop Dogg, pubblicato nel 2001.

## Tracce
1. Nuthin' But a "G" Thang (featuring Dr. Dre) – 3:59
2. Head Doctor (featuring Swoop G) – 4:26
3. Gin and Juice – 3:32
4. Eastside Party (featuring Nate Dogg) – 5:33
5. Murder Was the Case (Remix) – 4:20
6. Ain't No Fun (If the Homies Can't Have None) (featuring Nate Dogg, Kurupt & Warren G) – 4:01
7. Doggfather (Remix) – 5:17
8. Midnight Love (featuring Daz Dillinger & Raphael Saadiq) – 4:45
9. Eastside (featuring tha Eastsidaz & Daz Dillinger) – 3:35
10. Who Am I (What's My Name)? – 4:04
11. Doggy Dogg World (featuring the Dramatics & tha Dogg Pound) – 5:05
12. Too High (Poly High) (featuring Daz Dillinger, the Twinz & Big Pimpin') – 5:10
13. Vapors – 4:22
14. Usual Suspects (featuring Threat) – 4:45
15. Keep It Real (featuring Bad Azz, Kurupt, Mack 10, Techniec & Threat) – 5:00
16. Snoop Bounce (Roc N Roll Remix featuring Charlie Wilson & Rage Against the Machine) – 5:35